# Liste der Naturdenkmale in Weil der Stadt
| Naturdenkmale | Anzahl |
| ------------- | ------ |
| FND           | 25     |
| END           | 10     |
| Gesamt        | 35     |

Die Liste der Naturdenkmale in Weil der Stadt nennt die verordneten Naturdenkmale (ND) der im baden-württembergischen Landkreis Böblingen liegenden Stadt Weil der Stadt. In Weil der Stadt gibt es insgesamt 35 als Naturdenkmal geschützte Objekte, davon 25 flächenhafte Naturdenkmale (FND) und 10 Einzelgebilde-Naturdenkmale (END).
Stand: 1. November 2016.

## Einzelgebilde (END)
| Name                     | Bild | Kennung     | Einzelheiten   | Position | Fläche Hektar | Datum        |
| ------------------------ | ---- | ----------- | -------------- | -------- | ------------- | ------------ |
| Eiche-Schafberg          | BW   | 81150500002 | Weil der Stadt | ⊙        | 0,0           | 16. Mai 1990 |
| Kastanie am Rathaus      | BW   | 81150500012 | Weil der Stadt | ⊙        | 0,0           | 16. Mai 1990 |
| Linde an der Kirche      | BW   | 81150500010 | Weil der Stadt | ⊙        | 0,0           | 16. Mai 1990 |
| Schöne Linde             | BW   | 81150500032 | Weil der Stadt | ⊙        | 0,0           | 16. Mai 1990 |
| Sieben Friedenslinden    | BW   | 81150500011 | Weil der Stadt | ⊙        | 0,0           | 16. Mai 1990 |
| Winterlinde              | BW   | 81150500003 | Weil der Stadt | ⊙        | 0,0           | 16. Mai 1990 |
| 2 Linden am Käppelesberg | BW   | 81150500013 | Weil der Stadt | ⊙        | 0,0           | 16. Mai 1990 |
| 2 Linden (Predigtplatz)  | BW   | 81150500024 | Weil der Stadt | ⊙        | 0,0           | 16. Mai 1990 |
| 3 Linden                 |      | 81150500001 | Weil der Stadt | ⊙        | 0,0           | 16. Mai 1990 |
| 4 Kastanien              | BW   | 81150500031 | Weil der Stadt | ⊙        | 0,0           | 16. Mai 1990 |
| Legende für Naturdenkmal |      |             |                |          |               |              |